# Fanny Beznos
Fanny Beznos (Fajda), née à Vadul-Rașcov, dans les faubourgs de Kichinev en Bessarabie, le 10 janvier 1907, et morte à Auschwitz, le 24 octobre 1942, est une femme de lettres, une militante communiste et une résistante qui s'est illustrée dans l'entre-deux-guerres et durant la Seconde Guerre mondiale. Elle était l'épouse de Fernand Jacquemotte et la tante d'Henri Borlant.

## Éléments biographiques
Fanny Beznos, naît dans une famille juive bessarabe modeste, le 10 janvier 1907.

### Enfance et prime jeunesse
Elle est la seconde d'une famille qui comptera 4 enfants. Les Parents, Hersch Beznos et Sarah Grenitz, décident en 1912 de fuir la Russie et son antisémitisme grandissant. Ils essaient de rallier les États-Unis via Le Havre mais décident finalement de s'installer en France où ils ont de la famille. En 1913, la famille est installée à Paris. Pour vivre, Hersch Beznos se lance dans la revente de mobilier d'occasion et dans la brocante. Leur quatrième fille naît ainsi à Paris en 1914, Blanche. En 1921, Fanny est contrainte de renoncer à ses études et commence alors à travailler comme dactylo. Elle milite au sein de l'Association républicaine des anciens combattants et lutte au sein des Jeunes gardes antifascistes. En 1927, elle entre au Parti communiste français et milite également dans les rangs des Suffragettes. Cette même année, elle rencontre fortuitement André Breton aux puces de Saint-Ouen. Elle entretient immédiatement une connivence littéraire avec lui et fréquente le milieu du surréalisme. Ses poèmes sont publiés dans différentes revues aux côtés des plus grands noms.

### En exil à nouveau
À la suite d'une manifestation féministe, elle est arrêtée. Interrogée par un policier français, il lui explique que le féminisme ne pourra jamais voir le jour et accompagne sa démonstration d'un geste obscène. Elle le gifle. Ceci conduira à son arrestation, le 4 août 1928, et à son expulsion vers la Belgique qui n'en veut pas davantage et lui ordonne de quitter le territoire. Elle s'installe un temps alors au Luxembourg et est hébergée par Zénon Bernard (en), le fondateur du Parti communiste luxembourgeois. Les choses s'enveniment entre Fanny et la maîtresse du lieu, elle décide de quitter le Luxembourg. Elle est à cette époque enceinte de cinq mois et trouve refuge chez Charles et Emma Jacquemotte. Elle mettra au monde un fils, Claude, malheureusement, ce dernier meurt quelques jours après sa naissance. Le 30 décembre 1929, elle épouse le fils de cette famille d'accueil, Fernand Jacquemotte, qui est le neveu du fondateur du Parti communiste belge, Joseph Jacquemotte. Il est alors rédacteur du Drapeau rouge. Le mariage, administratif au départ, confère la nationalité belge à Fanny. La Belgique éteint ses poursuites à son encontre.

### Seconde Guerre mondiale
Le 22 mars 1940, dans la crainte de voir surgir une cinquième colonne en Belgique et à la suite des renseignements accréditant l'hypothèse d'une invasion imminente de son territoire, le gouvernement belge promulgue une loi sur la défense des institutions nationales. Une procédure est mise en place pour procéder aux arrestations administratives des activistes susceptibles de porter atteinte à la sûreté de l'État. Fin mars 1940, des listes de suspects susceptibles de venir en aide à l'ennemi sont constituées. Celles-ci devaient faire l'objet de vérifications mais l'ordre d'arrestation fut lancé par le ministre dès la déclaration de l'état de siège, à 4 heures du matin, le 10 mai 1940. Ces listes sont frappantes par leur caractère hétéroclite puisque s'y retrouvent aussi bien des activistes du VNV, du Verdinaso comme Joris Van Severen, des rexistes comme Léon Degrelle, mais également des communistes, des neutralistes, et d'authentiques agents allemands.
Fanny et Fernand sont ainsi arrêtés avec le contingent des dirigeants communistes le 10 mai 1940 et écroués à la prison de Forest. Le 15 mai, ils sont amenés à la gare d'Etterbeek pour y monter dans un convoi. Fanny Beznos est alors déportée dans les Pyrénées, au Camp pour femmes de Gurs proche d'Oloron-Sainte-Marie. Les hommes, quant à eux, sont dirigés vers les camps du Vernet et de Saint-Cyprien. Ils y arrivent vers le 22 mai 1940. Les conditions de détention y sont déplorables.
Grâce au stratagème mis au point par Jean Fonteyne et Albert Depelsenaire, ces deux derniers n'ayant pas hésité à demander un sauf conduit à la Croix-Rouge en Belgique pour venir libérer, au nom du gouvernement belge, sept prisonnières du camp de Gurs et non content de ce premier forfait, des prisonniers du Camp du Vernet et de Saint-Cyprien, Fanny et Fernand sont à nouveau libres. Fanny regagne Paris par ses propres moyens et de là, est récupérée par Fonteyne et Depelsenaire, le 20 juillet 1940 qui la ramènent à Bruxelles.
Le 28 octobre 1940 une ordonnance allemande relative aux Juifs impose aux Juifs de s'inscrire sur des registres des Juifs tenus par les communes (ou par le commissaire d'arrondissement pour les communes de moins de 5 000 habitants) pour le 15 novembre 1940 au plus tard. Fanny s'y résout finalement et se fait inscrire sur les registres, le 21 décembre 1940.
Le 22 juin 1941, le pacte germano-soviétique tombe. Ceci eut pour effet immédiat - outre de pousser dans les rangs de la résistance des milliers de communistes - de déclencher une vague de répression énorme à l'encontre du Judéo-bolchevisme. Fernand sera le premier à être arrêté, Fanny plonge alors dans la clandestinité la plus complète mais sera arrêtée à Schaerbeek lors d'une réunion secrète, le 10 octobre 1941. Pierre Bosson, prenant part à cette réunion fut arrêté à ce moment également. Elle est écrouée à la prison de Saint-Gilles où elle assume le rôle de Kalfak, c'est-à-dire qu'elle s'occupe de la distribution des trois repas journaliers et qu'elle rend une quatrième visite à ses co-détenues pour récupérer les Kübel (les seaux hygiéniques), elle peut ainsi faire passer des messages. Elle connait également la torture et montrera subrepticement lors d'une visite d'une proche ses mains brûlées et ses ongles arrachés.
Le 10 juillet 1942, elle est transférée à la prison d'Aix-la-Chapelle où elle est écrouée pour ses activités communistes. Le 1er août 1942, elle est déportée à Ravensbrück où elle arrive, le 8 août 1942 et est enregistrée cette fois en tant que juive belge. Affectée au Betrieb (atelier de couture) elle met tout en œuvre pour ralentir la production de l'atelier. Découverte, elle connaîtra le strafblock (le bloc des punitions) et sera contrainte entre autres sévices et privations de marcher nus pieds dans le froid et sur un chemin caillouteux.
À une date inconnue elle est transférée à Auschwitz où elle meurt le 24 octobre 1942 à 22h. La cause du décès: Influenza, disent les registres.

## Sa famille
| Famille                     | Parenté | Date de naissance | Devenir                              |
| --------------------------- | ------- | ----------------- | ------------------------------------ |
| Hersch Beznos               | Père    | 16 juillet 1875   | mort à Auschwitz en mars 1943        |
| Sarah Grenitz               | Mère    | 4 janvier 1879    | morte à Auschwitz en mars 1943       |
| Rachel Beznos               | Sœur    | 1900              |                                      |
| Fanny Beznos                |         | 10 janvier 1907   | morte à Auschwitz le 24 octobre 1942 |
| Pauline Beznos              | Sœur    | 1909              |                                      |
| Blanche (Blanchette) Beznos | Sœur    | 1914 à Paris      |                                      |

- Fernand Jacquemotte, son mari.

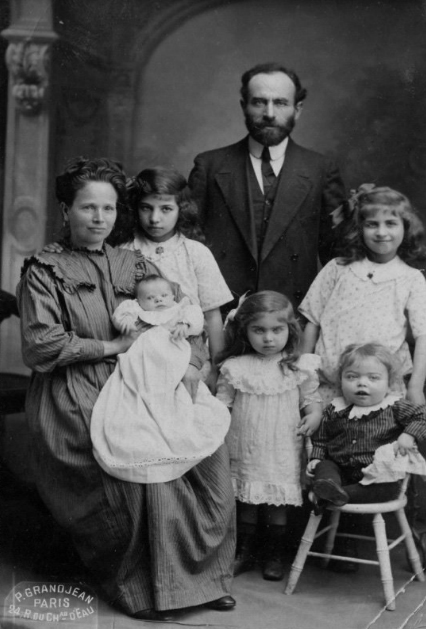
La famille Beznos à Paris vers 1914 - Collection Henri Borlant.

- Henri Borlant, son neveu (fils de Rachel).